# Puyravault (Vendée)
 Puyravault  es una comuna y población de Francia, en la región de Países del Loira, departamento de Vendée, en el distrito de Fontenay-le-Comte y cantón de Chaillé-les-Marais.
Su población en el censo de 1999 era de 531 habitantes.
No está integrada en ninguna Communauté de communes.

## Demografía
| 389 | 351 | 348 | 389 | 438 | 531 |
| Para los censos de 1962 a 1999 la población legal corresponde a la población sin duplicidades (Fuente: INSEE [Consultar]) |     |     |     |     |     |